# NGC 4926
NGC 4926 (również PGC 44938 lub UGC 8142) – galaktyka eliptyczna (E-S0), znajdująca się w gwiazdozbiorze Warkocza Bereniki. Odkrył ją Heinrich Louis d’Arrest 6 kwietnia 1864 roku. Jest to galaktyka z aktywnym jądrem typu LINER.
Sąsiednie galaktyki PGC 44968 i PGC 83758 są czasem oznaczane jako NGC 4926A i NGC 4926B.